# Handschrift (persoon)

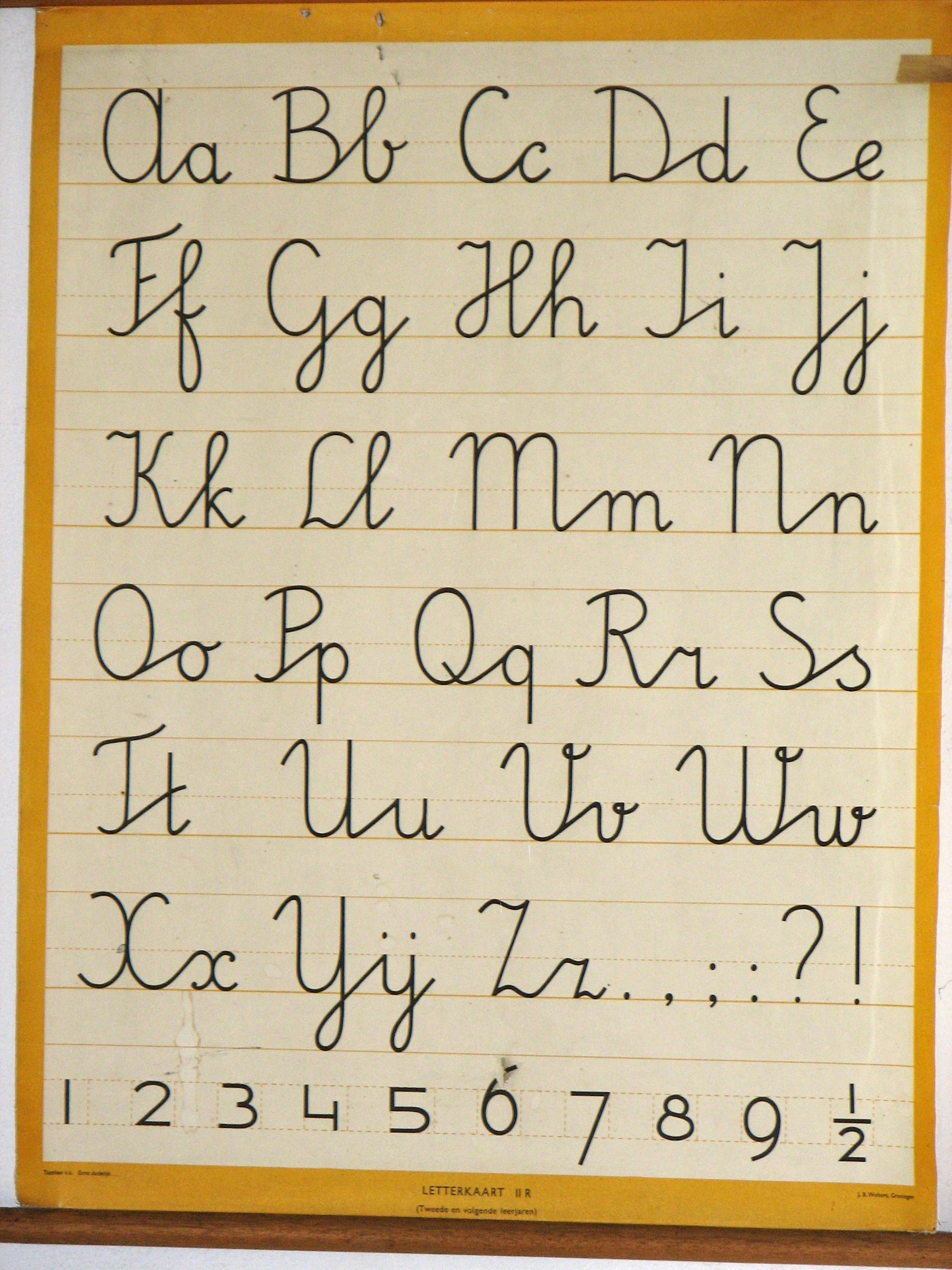
Schrijfletters zoals ze in Nederland in de tweede helft van de vorige eeuw werden aangeleerd.

Iemands handschrift is de manier waarop een tekst met de hand is weergegeven. Een handschrift is gewoonlijk opgebouwd uit een vast stilistisch systeem van blokletters (los schrift) of schrijfletters (verbonden schrift), maar staat los van de schrijfsystemen als kalligrafie of typografie. Het handschrift omvat ook tekeningen en symbolen.
Handschrift wordt bestudeerd in verschillende vakgebieden van handschriftonderzoek. Omdat het handschrift van iedereen uniek en verschillend is, kan het worden gebruikt om de schrijver van een document te achterhalen.

## Uniciteit

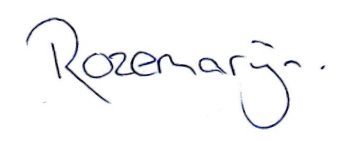
Een Nederlandse voornaam in handschrift.

Algemeen wordt aangenomen dat het handschrift van elke persoon vrij uniek is. Hoewel het mogelijk is het eigen handschrift te verdraaien is het zeker niet eenvoudig om een andermans handschrift dusdanig na te bootsen dat het bedrog niet opvalt. De bestudering van handschriften is daarom van forensisch belang. Aan de hand van het kenmerkende handschrift van een bepaalde persoon kan vaak aannemelijk gemaakt worden dat handgeschreven tekst door deze persoon geschreven is.
Kenmerken van een uniek handschrift zijn onder meer:
- Specifieke vorm van letters, zoals hun rondheid of scherpte
- Regelmatige of onregelmatige spatiëring tussen letters
- De helling van de letters (mate van cursiviteit)
- De ritmische herhaling van de elementen
- De druk op het papier
- De gemiddelde grootte van letters
- De dikte van letters

## Grafologie
Grafologie is de pseudowetenschappelijke studie die iemands handschrift in verband probeert te brengen met de menselijke psychologie. Grafologie werd langdurig gebruikt als een methode om personeel te selecteren door persoonlijkheidskenmerken en werkprestaties uit iemands handschrift af te leiden. Onderzoek heeft uitgewezen dat hier geen verband tussen bestaat.

cursieve schrijfletters
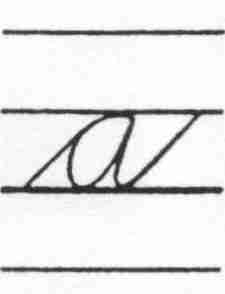
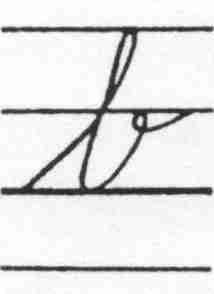
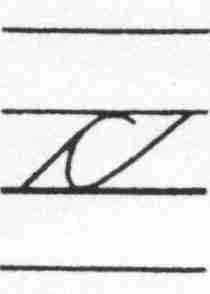

## Grip
Bij het schrijven kan het schrijfgerei worden vastgehouden met de functionele greep ofwel de driepuntsgreep: tussen duim en middelvinger, met de wijsvinger er bovenop.